# 国策落語
国策落語（こくさくらくご）は、戦争遂行という国策にそった落語の演目の総称。満州事変から太平洋戦争終結までに登場し、高座で演じたのみでなく、雑誌や落語本、レコード、ラジオ放送で広められた。2021年現在でおよそ140の演目が確認されている。これらは終戦とともに演じられることはなくなったが、2016年から2代目林家三平が戦争を語り継ぐ目的で演じている。愛国落語、新体制落語、国粋落語などとも呼ばれた。

## 沿革
1931年に満州事変が起きると国は思想統制を強めていくが、国策落語が作られたのはそのころからと考えられる。それ以前にも兵隊落語と呼ばれるジャンルはあったが、これらは軍隊を風刺するものであった。
柏木新によれば、記録に残る国策落語の初見は1933年に雑誌『キング』5月号の別冊付録に掲載された柳家金語楼の「御国の為」とされる。1934年に金語楼は陸軍恤兵部から派遣される形で満州軍の慰問をしており、軍部との繋がりが強かったと考えられる。また、同じころに初代桂小春団治が第一次上海事変での戦死を美談とした「爆弾三勇士」をテイチクレコードから出している。
1936年には愛国演芸同盟が発足。発足式では入場料として慰問袋を集め、落語家・講談師ら芸人がカーキ色詰襟服に戦闘帽の出で立ちで高座に上がり、戦争への協力を呼び掛けた。
1937年に日中戦争が本格化すると、近衛文麿内閣は国民精神総動員実施要綱を閣議決定するが、その実施方法には「文芸・音楽・演芸・映画等関係者の協力を求むること」と記されていた。同年10月には民間の運動という形をとって国民精神総動員中央連盟が結成された。1940年には警視庁により「興行取締規則」が改訂され、すべての芸能団体が警視庁の管轄におかれ、芸能者は「技能者之証」の携帯が義務付けられた。さらに同年に東京の寄席演芸は、東京講談組合・東京落語協会・日本芸術協会が一本化され、講談落語協会に統合された。
このように落語界が国家の統制の元に置かれるようになると、演目に対する風当たりも強くなる。1940年には演芸評論家の伊原青々園は以下のように記している。
また、1940年8月1日には吉本爆笑演芸大会の4つの演目について、警視庁の検閲により中止または改編が命ぜられた。こうした情勢をうけて講談落語協会は、落語の演目を時局柄に沿って4段階に分類。「全然口演の資格なきもの」に49種を分類した。同年9月にはこれをさらに検討して、禁演落語52種を決定して新聞発表した。
禁演落語を発表した翌月、これに取って代わるように新体制落語として4代目柳家小さんの『報国妻賢』と8代目桂文楽の『百姓指南』が『都新聞』に連載され、これ以降に国策落語が量産されるようになる。国策落語は寄席や落語会の他、雑誌や落語集などの読み物、ラジオやレコードの音源でも広がり、1941年の太平洋戦争勃発によりさらに拍車がかかった。柏木は、国策落語は陸軍情報局が娯楽を戦争目的完遂の道具にするために指導したことで生まれたとしている。
1945年に終戦を迎えると、国策落語は姿を消した。演目はこれを演じた名人の全集にも収録されていない。6代目三升家小勝（2代目桂右女助）は戦後に出版した落語集で戦時中に作った落語について「原稿も散逸してしまって覚えていません」と記している。
2016年に映画『サクラ花 桜花最後の特攻』に出演した2代目林家三平は、劇中で祖父の7代目林家正蔵がつくった『出征祝』を演じた。さらに2019年にはBSフジの番組『落語家たちの戦争-禁じられた噺と国策落語の秘密』の中で『出征祝』を通して演じ、戦後初めて国策落語を復活させた。2代目林家三平はNHKのインタビューで「ケチな人がどんどんケチっていって失敗するとか、人間の弱さや愚かさを認めたうえで、人間らしさを描き出すことこそが落語ですが、国策落語はそれをねじ曲げて、国のために無理やり美談にしようとするので笑えない。」と評し、「当時にタイムスリップすることで戦争の恐ろしさを感じてほしい。祖父や父親は本当に命をかけて戦争の時代を生きていた。こういう時代を決して繰り返してはいけない。」と国策落語を演じる意義を語っている。

## 演目
陸軍情報部長の清水盛明は1939年に著した『戦ひはどうなるのか』の中で「宣伝は強制的ではいけないのであって、楽しみながら、知らず識らずの間に、自然の感興の中に浸って啓発強化されて行くということにならなければいけないのである」と記している。国策落語もこの目的にそったもので、ストレートなプロパガンダではなく、笑いのオブラートに包んで戦争への協力を伝える演目であった。1941年に刊行され、国策落語が収録された『名作落語三人選』には刊行の意義について、「笑いながらさらにその中から、新体制下の国民の覚悟を見出すことができるとすれば、これは誠に一石二鳥とも云うべきであろう。」と記している。こうした国策落語は、柳家金語楼、3代目三遊亭金馬ら新作派の作が多いが、古典派や落語作家らも製作しており、中には古典落語を改作したものもある。
以下に雑誌などの文献に残る国策落語の一部を記す。ただし真の作者は別である可能性もあり、実際に演じたのかも分からない。分類は柏木によるもの。
| 分類                       | 題名               | 作者                         | 発行年 | 概要                                                                                   |
| -------------------------- | ------------------ | ---------------------------- | ------ | -------------------------------------------------------------------------------------- |
| 出征・軍人賛美             | 出征祝             | 7代目林家正蔵                | 1941   | 若旦那の出征を祝う噺。「日本酒を2本買った（日本勝った）」がサゲ。                      |
| 出征・軍人賛美             | 落語家の出征       | 2代目桂右女助                | 1941   | 落語家の出征先での噺。見送りで「死んで来いよ」のセリフ。                               |
| 出征・軍人賛美             | 結婚建設           | 柳家金語楼                   | 1941   | 立派な働きをして帰還した勇士を称える噺。                                               |
| 出征・軍人賛美             | 大陸の花嫁         | 6代目三遊亭圓生              | 1943   | 在外邦人に嫁ぐ大陸の花嫁を賞賛する噺。                                                 |
| 出征・軍人賛美             | 大陸の花婿         | 5代目蝶花楼馬楽              | 1943   | 若者が好きな娘が大陸の花嫁になると言うので、大陸について行って結ばれる噺。             |
| 出征・軍人賛美             | 慰問袋             | 2代目桂右女助                | 1943   | 慰問袋を送った兵士から感謝の返事が届く噺。                                             |
| 国民の戦時体制             | となり組           | 初代柳家権太楼               | 1941   | 国民総動員体制としての隣組についての噺。                                               |
| 国民の戦時体制             | 隣組               | 昔々亭桃太郎                 | 1942   | 靴屋と下駄屋が隣組で揉めるが仲直りする噺。                                             |
| 国民の戦時体制             | 防空演習           | 3代目三遊亭金馬              | 1941   | 防空訓練をテーマとした長屋噺。                                                         |
| 国民の戦時体制             | 大東亜戦の激励常会 | 初代柳家権太楼               | 1943   | 隣組の集まりである常会で、日本軍の活躍を賞賛する噺。                                   |
| 貯蓄・債券購入・献金の奨励 | 貯金夫婦           | 柳家金語楼                   | 1940   | 夫婦のどちらかが腹を立てたら貯金する痴話噺。                                           |
| 貯蓄・債券購入・献金の奨励 | 報国妻賢           | 4代目柳家小さん （林家正楽） | 1940   | 債券購入を奨励する噺。債券と妻賢を掛けている。                                         |
| 貯蓄・債券購入・献金の奨励 | 裏店銀行           | 3代目三遊亭金馬              | 1940   | 貯金を奨励する長屋噺。                                                                 |
| 貯蓄・債券購入・献金の奨励 | 献金               | 2代目桂右女助                | 1937   | 献金を奨励する噺。「銃後の後援」に掛けて15歳が5円を献金するサゲ。                      |
| 貯蓄・債券購入・献金の奨励 | 債券万歳           | 3代目三遊亭金馬              | 1941   | 店の小僧が女中に債券購入を諭す噺。                                                     |
| 貯蓄・債券購入・献金の奨励 | 献金長屋           | 柳家金語楼                   | 1938   | 大家が店賃の半分を献金すると提案し騒動になる長屋噺。                                   |
| 貯蓄・債券購入・献金の奨励 | 弾丸切手           | 5代目古今亭今輔              | 1943   | 弾丸切手を買う子供を賞賛する噺。                                                       |
| 国民に貧乏を強いる         | 興亜奉公日         | 初代柳家権太楼               | 1943   | 興亜奉公日（大詔奉戴日）に廃品回収で贅沢品を集める噺。                                 |
| 国民に貧乏を強いる         | 贅沢殲滅戦         | 5代目古今亭今輔              | 1942   | 大家が賞品に出した債券を目当てに店子が贅沢排除を競う長屋噺。                           |
| 国民に貧乏を強いる         | 箱根温泉           | 柳家金語楼                   | 1941   | 成金家族が慣れない贅沢で難儀する噺。「こんな事に金を使うなら債券を買おう」がサゲ。     |
| 国民に貧乏を強いる         | 切符制             | 柳家金語楼                   | 1942   | 切符制を平等な制度と賞賛する噺。                                                       |
| 食料増産の奨励             | 百姓指南           | 8代目桂文楽 （林家正楽）     | 1940   | 隠居が国策に沿うために農業を始める噺。                                                 |
| 金属類提出                 | 国策靴             | 今村一羊                     | 1942   | 靴底に磁石をつけて鉄屑を集める噺。                                                     |
| 金属類提出                 | 看板               | 2代目桂右女助                | 1944   | 看板を降ろせと言われて怒った魚屋が、大家に金属類回収を諭される噺。                     |
| 金属類提出                 | 黄金動員           | 6代目三遊亭圓生              | 1943   | 貴金属の回収を奨励する噺。                                                             |
| 生めよ育てよ               | 子宝部隊長         | 柳家金語楼                   | 1941   | 多子家庭を奨励する噺。男の子を産まない妻に対し「憲兵隊へ訴える」のセリフ。             |
| 生めよ育てよ               | 三児誕生           | 5代目蝶花楼馬楽              | 1943   | 三つ子を産んだ家庭を祝う噺。                                                           |
| 生めよ育てよ               | 子宝計算           | 2代目桂右女助                | 1942   | 娘の厄年の結婚を危惧する夫婦に、早婚して子を沢山産む事を勧める噺。                     |
| 国民の体力向上             | 体力向上           | 6代目三遊亭圓生              | 1943   | 体力のない倅とそれを心配する父親の噺。                                                 |
| 防諜・スパイ防止           | スパイ狩           | 2代目桂右女助                | 1941   | 隣組で防諜について懇談する噺。                                                         |
| 防諜・スパイ防止           | スパイ御用心       | 柳家金語楼                   | 1942   | 盗まれた機械図を取り戻す噺。                                                           |
| 日本軍賛美                 | 北支見物           | 3代目三遊亭金馬              | 1937   | 北支（中国北部）での日本軍の強さを賞賛する噺。                                         |
| 日本軍賛美                 | 北支よりの報告     | 柳家金語楼                   | 1938   | 工作兵が自らの小屋を壊して傷兵の寝台を作った事を美談にした噺。                         |
| 日本軍賛美                 | 昭南島             | 5代目蝶花楼馬楽              | 1943   | 昭南島（シンガポール）での進撃を賞賛する噺。                                           |
| 日本軍賛美                 | 亡者会議           | 2代目桂右女助                | 1942   | 日本兵が余りに強く、胆をつぶした米英の亡者が集まって懇談する滑稽噺。                   |
| 侵略戦争の正当化           | 南方みやげ         | 5代目古今亭志ん生            | 1942   | 領土拡張による資源獲得と欧米列強からの解放を賞賛し戦争を正当化する噺。                 |
| 日独伊三国同盟の歓迎       | 親獨時代           | 柳家金語楼                   | 1942   | ドイツとの同盟を祝う男女の噺。出鱈目なドイツ語に独り言を掛けたサゲ。                   |
| 日独伊三国同盟の歓迎       | 三こく同盟         | 3代目春風亭柳好              | 1943   | 頑固者3人が欧米戦線で揉めたが仲直りする噺。いっこく（頑固者）を掛けている。            |
| 日独伊三国同盟の歓迎       | 緊めろ銃後         | 3代目三遊亭金馬              | 1941   | ドイツの電撃戦を賞賛し日本の銃後の緊張を奨励する噺。「重刑（重慶）がいい」がサゲ。     |
| 古典落語の改作             | 新芝浜             | 3代目春風亭柳好              | 1943   | 芝浜の改作。工場でもらった特別手当を嫁が亭主に嘘をついて債券購入する噺。               |
| 古典落語の改作             | 時の氏神           | 初代柳家権太楼               | 1940   | 締め込みの改作。戦地に行った弟を思って喧嘩する夫婦を事の発端である空き巣が仲裁する噺。 |
| 古典落語の改作             | 藪入り             | 3代目春風亭柳好              | 1943   | 藪入りの改作。多額の金を手に入れるくだりが、愛国債券で得たに変わっている。             |

## メディアによる普及
国策落語が普及していくうえでメディアの果たした役割も大きい。雑誌の中で特に掲載が多いのは大日本雄弁会講談社が発行していた『キング』と『講談倶楽部』である。大日本雄弁会講談社の社長の野間清治は内閣情報部の参与を務めており、戦争遂行に協力する考えが強かったと考えられる。また、柏木は、戦時中にNHKラジオの放送記録から14演目が19回放送されたことが確認できるとしている。

### 国策落語を掲載した落語集
柏木によると、国策落語を掲載した落語集と演者名は以下の通り。
- 『傑作落語集』（1940）東洋堂。柳家金語楼・3代目三遊亭金馬・7代目林家正蔵。
- 『明朗爆笑新作落語傑作全集』（1941）実話読物社出版部。6代目春風亭柳橋・8代目桂文楽・3代目春風亭柳好。
- 『笑の伝令お好み新落語集』（1941）丸山東光堂。初代柳家権太楼・3代目三遊亭金馬・7代目林家正蔵。
- 柳家金語楼、三遊亭金馬、林家正蔵『名作落語三人選』東洋堂、1941年7月11日。doi:10.11501/3460775。（国立国会図書館デジタルコレクション、デジタル化資料送信サービス限定公開） 柳家金語楼・3代目三遊亭金馬・7代目林家正蔵の作品を収録。
- 『落語選集』（1942）川津書店。4代目柳家小さん・8代目桂文楽・6代目三笑亭可楽・柳家金語楼・初代柳家権太楼。
- 『花形落語家名作集』（1942）昭和書房。柳家金語楼・6代目春風亭柳橋・3代目三遊亭金馬・昔々亭桃太郎・5代目蝶花亭馬楽・5代目古今亭今輔。
- 正岡容 編『昭和落語名作選集』協栄出版、1942年8月15日。doi:10.11501/1025180。（国立国会図書館デジタルコレクション、デジタル化資料送信サービス限定公開） 8代目桂文楽・3代目三遊亭金馬・6代目三遊亭柳橋・柳家金語楼・他。
- 松浦泉三郎 編『新作落語名人三人集』室戸書房、1943年2月25日。doi:10.11501/1023833。（国立国会図書館デジタルコレクション、デジタル化資料送信サービス限定公開） 3代目春風亭柳好・5代目蝶花楼馬楽・6代目三遊亭圓生の作品を収録。

また国策落語のみを集めたものではないが、柳家金語楼の作品集にもいくつか収録されている。
- 柳家金語楼『戦線みやげ』今日の問題社、1938年12月17日。doi:10.11501/1054681。（国立国会図書館デジタルコレクション、デジタル化資料送信サービス限定公開）
- 柳家金語楼『旦那と奥さん』今日の問題社、1938年12月18日。doi:10.11501/1112532。（国立国会図書館デジタルコレクション、デジタル化資料送信サービス限定公開）
- 柳家金語楼『隣組の奥さん : 金語楼の落語』今日の問題社、1941年4月20日。doi:10.11501/1035575。（国立国会図書館デジタルコレクション、デジタル化資料送信サービス限定公開）

### 国策落語を収録したレコードを出したレーベル
国策落語を収録したレーベルと、収録された演目は以下の通り。
- ビクター:「肉弾紙芝居」
- コロムビア:「噺家の兵隊」「金語楼の水兵」「金語楼の後備兵」「金語楼の兵隊」「金語楼の救世軍」「戦線の金語楼」「金語楼の看護兵」「金語楼の皇国慰問使」「非常時長屋」
- キング:「裏店銀行」「長屋の献金」「軍国膝栗毛」「お産見舞」「支那そば屋」「畳屋の兵隊」
- テイチク:「爆弾三勇士」「金語楼の兵隊」「戦線夢物語」「献金長屋」「軍国風呂屋」「慰問袋」「戦笑報告」「決死の慰問」「代用品時代」「続慰問袋」「産めよ殖やせよ」「金語楼の後備兵」「貯金夫婦」「赤ん坊と兵隊」「金語楼の在郷軍人防空訓練の巻」「出征」「節約問答」「金語楼の隣組」「支那そば屋」「隣組の花見」「非常時長屋」
- タイへ―:「朗らかな兵隊」「支那そば屋」「北支事変」
- ニットー:「満州行進曲」「長屋防護団」「工場の月」
- リーガル:「長屋防護団」「工場の月」「上海みやげ」「千人針」「兵隊ごっこ」「銃後の八さん」「皇軍慰問」「金語楼の皇軍慰問袋」「落語家の兵隊」「金語楼の看護兵」「金語楼の皇軍慰問使」「興亜奉公日」「隣組行進曲」「大陸息子」「長屋の全権」「日本勝った」「戦勝の新年」「トーチカ」「陣中演芸大会」「愛馬進軍歌」「落語家出征」「滅私奉公」「手紙と軍隊」
- 太陽:「満州長屋」
- トンボ：「非常時長屋」
- ツル：「兵隊」
- ヒコーキ:「噺家の兵隊」「噺家の入営」「帝国浴場」
- ヤチヨ:「弾丸自動車」
- ヤヨイ:「満州長屋」
- オリエント:「落語家の兵隊さん」
- 恤兵:「満州おもえば」「緊褌一番」